# North Loup
North Loup é uma vila localizada no estado americano de Nebraska, no Condado de Valley.

## Demografia
Segundo o censo americano de 2000, a sua população era de 339 habitantes.
Em 2006, foi estimada uma população de 313, um decréscimo de 26 (-7.7%).

## Geografia
De acordo com o United States Census Bureau, a localidade tem uma área de 1,1 km², sem área coberta por água. North Loup localiza-se a aproximadamente 598 m acima do nível do mar.

## Localidades na vizinhança
O diagrama seguinte representa as localidades num raio de 28 km ao redor de North Loup.